# Борат Саґдієв

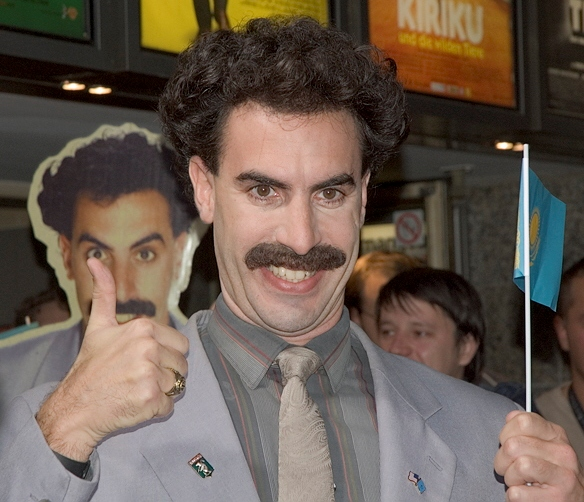
Борат в Кельні

Борат Саґдієв (англ. Borat Sagdiyev) — вигаданий казахстанський журналіст, персонаж британського коміка Саші Барона Коена, головний герой псевдодокументального фільму «Борат: культурні дослідження Америки на користь славної держави Казахстан» та його сіквелу «Наступний фільм про Бората: Передача величезного хабара американському режиму для отримання вигоди колись славному народу Казахстану», за своїми переконаннями — сексист, расист і гомофоб.
Образ Бората став початковим натхненником образу Майкла Щура, наївного канадського журналіста, який приїхав в Україну записувати інтерв'ю з українськими політиками.